# لي أندروود
لي أندروود (بالإنجليزية: Lee Underwood)‏ هو عازف قيثارة أمريكي، ولد في 1938.